# Live in Memphis
Live in Memphis is een promotiealbum dan wel ep van Wishbone Ash. Het album is officieel nooit verschenen op langspeelplaat, muziekcassette en/of compact disc en werd daardoor een gewild object voor bootlegverzamelaars. Tracks van dit album (en concert) verschenen in het compact disctijdperk als bonusmateriaal op andere uitgaven van de band. Het gehele album werd bijgeperst op de 2002-versie van Argus. In 2009 verkocht Andy Powell, die dan de volledige leiding heeft over de band (hij is eigenlijk het enige lid), cd’s van dit album, maar zonder toestemming van MCA Records en de andere meespelende musici.  Het gaf (opnieuw) voeding aan de meningsverschillen tussen met name Powell en Martin Turner.

## Musici
- Andy Powell, Ted Turner – gitaar, zang
- Martin Turner – basgitaar, zang
- Steve Upton - slagwerk

## Muziek
| Nr. | Titel       | Duur  |
| --- | ----------- | ----- |
| 1.  | Jail bait   | 4:57  |
| 2.  | The pilgrim | 10:10 |

| Nr. | Titel   | Duur  |
| --- | ------- | ----- |
| 1.  | Phoenix | 17:05 |